# Predator X (comics)
Cet article concerne la créature de fiction. Pour le fossile surnommé Predator X, voir Pliosaurus funkei.
Predator X (« Prédateur X » en VF) est un super-vilain évoluant dans l’univers Marvel de la maison d'édition Marvel Comics. Créé par les scénaristes Christopher Yost, Craig Kyle et le dessinateur Paco Medina, le personnage de fiction apparaît pour la première fois dans le comic book New X-Men #34 en 2007.

## Biographie du personnage

### Origines
La créature nommée Predator X est un projet d'arme militaire lancé par William Stryker avant qu'il ne soit tué. Le but du projet était de fabriquer une arme vivante pour combattre l’Antéchrist mutant, dont la venue avait été prédite par Nemrod.
Trois énormes monstres quadrupèdes furent donc créés par génie génétique. On leur ajouta l’ADN prélevé sur la jeune Mercury (Cessily Kincaid), alors capturée par Kimura et le Programme Weapon Plus. On pense qu'ils reçurent aussi un extrait d'ADN provenant du mutant Mammomax (en), qui fut torturé à mort par le Programme.
Deux des monstres furent tués, l'un par les Sentinelles du O*N*E, l'autre par X-23. Le troisième s'échappa, blessé.
Le Predator X fut traqué et repris par les Purificateurs qui comptaient l'utiliser comme arme. Dans sa fuite, il tua et dévora un jeune mutant inconnu. Mais le monstre, bien qu'entraîné par Matthew Risman à pister la jeune Dust flaira une nouvelle cible et échappa aux fanatiques.
Il voyagea jusque Cooperstown, en Alaska, à la recherche du premier né mutant depuis le M-Day. Au cours de sa traque, il tua et dévora les clones du Casseur et Prism, des Maraudeurs. Il dévora aussi un mutant cracheur de feu inconnu ainsi que Peepers (en).
Parvenu aux abords du Manoir X, il déterra les cadavres de mutants tués dans l'explosion d'un bus. Découvert par les élèves, il attaqua Rockslide. Dans le combat, Pixie téléporta certains élèves et la créature sur l’île de Muir où se trouvait X-23.
À son arrivée, le Predator X tua un clone de Vertigo puis se rua sur Cable, le nourrisson et Bishop. Bishop l'attaqua quand il s’interposa entre lui et le bébé, et eut le bras droit arraché. X-Force arriva finalement et Wolverine se fit avaler par Predator X, pour l’éviscérer de l'intérieur.

### Quatrième prédateur
Dans Cable #25 en Alaska, Deadpool, qui aide Cable à s'échapper des Maraudeurs, tue un Predator X.

### Cinquième prédateur
Il semble que la Vipère ait à sa disposition un autre Predator X. On ignore si d'autres créatures existent.

## Pouvoirs et capacités
Le Predator X est une grande créature artificielle, quadrupède, armée de crocs et de griffes très solides.
Son épiderme est en partie constitué d'un bio-métal, extrait du pouvoir mutant de Mercury. Cela le rend très résistant aux dégâts, aux perforations et aux impacts. Si le métal est déchiré, il peut être reformé à partir d'éléments métalliques environnants.
- Grâce à sa grande taille, le Predator possède une grande force physique. Infatigable, il peut couvrir de très longues distances sans se reposer. Il a déjà couru à 100 km/h pendant près de 19 heures sans ralentir de rythme.
- Sa salive est très collante, toxique et acide, pouvant causer de graves brûlures.
- Il possède la capacité de pister les mutants grâce à leur signature génétique.

Le Predator X possède deux faiblesses : sa vulnérabilité aux attaques énergétiques et la faible résistance de ses organes internes.